# Верія (стадіон)
«Муніципальний стадіон Верії» (грец. Δημοτικό Στάδιο Βέροιας) — багатофункціональний стадіон у місті Верія, Греція, домашня арена ФК «Верія».
Стадіон побудований та відкритий 1925 року. У 1997 році над західною трибуною споруджено дах, у 1998 році — встановлено електронне табло. 2005 року встановлено систему освітлення та встановлено окремі глядацькі крісла на трибунах, що зменшило потужність арени до 5 300 глядачів. У 2007 році побудовано північну та південну трибуни, в результаті чого потужність збільшено до 7 000 глядачів. 2013 року, після виходу «Верії» до Суперліги, стадіон приведено до вимог ліги. Модернізовано трибуни, оновлено систему дренажу та замінено покриття поля, встановлено турнікети на вході до арени, оновлено підтрибунні приміщення. 
Рекорд відвідування стадіону встановлено 1970 року під час матчу між «Верією» та «ПАОКом». Тоді за грою спостерігало 10 309 зареєстрованих глядачів. Однак, враховуючи безквиткових глядачів, присутніми на матчі були близько 12 000 глядачів. 
Окрім футбольних матчів, на стадіоні проходять змагання з різних видів спорту та культурні заходи. На арені домашні матчі приймає збірна Греції з футболу.